# Kapsakwany
Kapsakwany (of Kapsakwony) is een plaats in Kenia in de provincie Magharibi dat ligt op hoogte van gemiddeld 1863 meter.